# Alue Mangki
Alue Mangki is een bestuurslaag in het regentschap Bireuen van de provincie Atjeh, Indonesië. Alue Mangki telt 654 inwoners (volkstelling 2010).